# Ronnie Peterson
Ronnie Peterson, nome completo Bengt Ronald Peterson (Örebro, 14 febbraio 1944 – Milano, 11 settembre 1978), è stato un pilota automobilistico svedese.
Durante la sua carriera vinse vari titoli nei campionati minori, tra cui due campionati di F3 svedese e uno di Formula 2. Nella massima serie, in cui aveva debuttato nel 1970, riuscì a imporsi in 10 Gran Premi di Formula 1 ed era riconosciuto anche dai colleghi come il pilota più grintoso, più veloce e meritevole di un titolo iridato del decennio. Peterson per due volte fu vicecampione del mondo (1971 e 1978). Trovò la morte il giorno dopo il Gran Premio d'Italia 1978 a seguito delle numerose fratture riportate in un incidente avvenuto alla partenza della gara. In seguito alla sua morte, la Svezia, sua patria natale, proibirà corse di F1 sul proprio territorio nazionale, divieto tuttora in vigore.
Soprannominato SuperSwede, nel 2017 gli è stato dedicato un documentario intitolato proprio SuperSwede, in cui viene raccontata la sua vita.

## Carriera

### Le formule minori
Peterson cominciò a correre giovanissimo sui kart, passando poi alla Formula 3, ottenendo eccellenti risultati e attirando le attenzioni della Tecno. La compagnia italiana lo mise sotto contratto nel 1968 e Peterson vinse il titolo, ripetendo il successo anche l'anno seguente. Dopo aver corso il 1970 in Formula 1 lo svedese partecipò contemporaneamente al campionato di Formula 2, in cui vinse il titolo. Sempre in contemporanea alla Formula 1, gareggiò anche su Ferrari nella 24 Ore di Le Mans 1970 e nel Campionato del mondo sportprototipi 1972, dove in quest'ultima serie vinse due gare.

### Formula 1

L'incidente fatale di Peterson al Gran Premio d'Italia 1978

Peterson debuttò nel 1970 al volante della March, ma nella sua prima stagione non ottenne risultati. Rimasto nella scuderia britannica anche nei due anni successivi, giunse secondo nel 1971, grazie ad una serie di podi. Più dura fu la stagione 1972, nella quale Peterson non andò oltre un terzo posto al Gran Premio di Germania e un nono in classifica piloti; inoltre in quell'anno, in occasione del Gran Premio di Francia sul tracciato di Clermont-Ferrand, lo svedese fu protagonista involontario del grave incidente di Helmut Marko quando, dopo otto giri, una pietra sollevata dalla sua March colpì in un occhio il pilota austriaco che lo seguiva a ridosso, ponendo fine alla sua carriera.
Nel 1973 Peterson si trasferì alla Lotus, dove conquistò 9 pole position e quattro Gran Premi, spesso risultando più veloce del suo compagno di squadra, il campione del mondo in carica Emerson Fittipaldi. Nel 1974, pur con una Lotus in difficoltà a causa del fallimento del modello 76, Peterson riuscì a vincere altri 3 Gran Premi (Monaco, Francia e Italia) con il vecchio modello 72. L'anno successivo le difficoltà economiche della Lotus (che schierava per il sesto anno consecutivo l'ormai sorpassato modello 72) non consentirono a Peterson alcun risultato di rilievo. Questo e altri motivi, tra cui il mancato pagamento di parte del compenso, indussero Peterson a ritornare alla March nel 1976, ma riuscì ad aggiudicarsi solo il Gran Premio d'Italia. Passò alla Tyrrell dove ottenne scarsi risultati, prima di far ritorno alla Lotus nel 1978. Nel Gran Premio del Giappone del 1977 venne tamponato da Gilles Villeneuve, la cui Ferrari uscì di pista e uccise due spettatori.
Nel corso della fatale stagione 1978, il talento di Ronnie Peterson venne imbrigliato da un contratto-capestro che lo costrinse al ruolo di seconda guida. Il rapporto con Colin Chapman andò così via via peggiorando, fino a portare lo svedese a sottoscrivere un contratto con la McLaren per la stagione successiva.
Fu però vittima di un incidente, subito dopo la partenza del Gran Premio d'Italia 1978 a Monza, nel quale rimasero coinvolte diverse vetture, tra cui quelle di Riccardo Patrese, James Hunt, Clay Regazzoni e Vittorio Brambilla, causato dall'accensione troppo anticipata del semaforo verde. Dopo una collisione il pilota svedese si schiantò contro il muretto del collegamento con la pista junior e, dopo essere stata colpita dalla Surtees di Brambilla, la sua auto prese fuoco. I soccorsi furono lenti e caotici: il dottor Sid Watkins, medico ufficiale della FIA, giunto sul posto dopo pochi minuti, fu allontanato dai Carabinieri, sicché fu James Hunt il primo a raggiungere l'auto di Peterson e ad adoperarsi per liberarlo dai rottami. Poco dopo fu raggiunto da dei rinforzi, e fu soltanto dopo ben 18 minuti che arrivò l'ambulanza.
Peterson fu estratto dalla vettura incidentata ancora vivo e cosciente, ma con sette fratture alla gamba sinistra e quattro alla gamba destra. Venne trasportato all'ospedale Niguarda e ricoverato nel reparto di terapia intensiva. Fu poi sottoposto ad un intervento per ricostruirgli gli arti inferiori durato più di sei ore, ma la mattina seguente venne colpito da un'embolia lipidica che ne causò il decesso. Non è stato mai chiarito se sia stata proprio l'embolia a causare la morte o l'imperizia dei medici nell'eliminarla (si disse che, nel tentativo di asportarla, avessero causato una gravissima emorragia che avrebbe condotto alle fatali complicazioni). In quell'incidente, anche Vittorio Brambilla rimase ferito, rimanendo in coma per alcuni giorni.
Per molto tempo Riccardo Patrese fu ritenuto responsabile dell'episodio, ma alcuni anni dopo venne scagionato: un'attenta indagine dimostrò infatti che, per un errore della direzione gara, il "via" era stato dato troppo presto, quando le vetture nelle ultime file non si erano ancora allineate e pertanto al momento del "via" risultavano più scattanti in quanto già in movimento, generando un imbottigliamento alla prima curva, dove uno scarto improvviso della McLaren di James Hunt (che si ritrovò chiuso tra Patrese e lo svedese) causò la carambola fatale.
Ronnie Peterson è stato sepolto nel cimitero di Almby, ad Örebro.

## Vittorie
- 1973: Francia, Austria, Italia, Stati Uniti
- 1974: Monaco, Francia, Italia
- 1976: Italia
- 1978: Sud Africa, Austria

## Risultati completi in F1
| 1970 | Scuderia | Vettura |  |  |   |    |   |     |   |     |  |     |    |    |  |  |  |  |  | Punti | Pos. |
| ---- | -------- | ------- |  |  | - | -- | - | --- | - | --- |  | --- | -- | -- |  |  |  |  |  | ----- | ---- |
| 1970 | March    | 701     |  |  | 7 | NC | 9 | Rit | 9 | Rit |  | Rit | NC | 11 |  |  |  |  |  | 0     |      |

| 1971 | Scuderia | Vettura |    |     |   |   |     |   |   |   |   |   |   |  |  |  |  |  |  | Punti | Pos. |
| ---- | -------- | ------- | -- | --- | - | - | --- | - | - | - | - | - | - |  |  |  |  |  |  | ----- | ---- |
| 1971 | March    | 711     | 10 | Rit | 2 | 4 | Rit | 2 | 5 | 8 | 2 | 2 | 3 |  |  |  |  |  |  | 33    | 2º   |

| 1972 | Scuderia | Vettura |   |   |     |    |   |   |   |   |    |   |    |   |  |  |  |  |  | Punti | Pos. |
| ---- | -------- | ------- | - | - | --- | -- | - | - | - | - | -- | - | -- | - |  |  |  |  |  | ----- | ---- |
| 1972 | March    | 721     | 6 | 5 | Rit | 11 | 9 | 5 | 7 | 3 | 12 | 9 | SQ | 4 |  |  |  |  |  | 12    | 9º   |

| 1973 | Scuderia | Vettura |     |     |    |     |     |   |   |   |   |    |     |   |   |     |   |  |  | Punti | Pos. |
| ---- | -------- | ------- | --- | --- | -- | --- | --- | - | - | - | - | -- | --- | - | - | --- | - |  |  | ----- | ---- |
| 1973 | Lotus    | 72D     | Rit | Rit | 11 | Rit | Rit | 3 | 2 | 1 | 2 | 11 | Rit | 1 | 1 | Rit | 1 |  |  | 52    | 3º   |

| 1974 | Scuderia | Vettura  |    |   |     |     |     |   |     |   |   |    |   |     |   |   |     |  |  | Punti | Pos. |
| ---- | -------- | -------- | -- | - | --- | --- | --- | - | --- | - | - | -- | - | --- | - | - | --- |  |  | ----- | ---- |
| 1974 | Lotus    | 72E e 76 | 13 | 6 | Rit | Rit | Rit | 1 | Rit | 8 | 1 | 10 | 4 | Rit | 1 | 3 | Rit |  |  | 35    | 5º   |

| 1975 | Scuderia | Vettura |     |    |    |     |   |     |   |    |    |     |     |   |     |   |  |  |  | Punti | Pos. |
| ---- | -------- | ------- | --- | -- | -- | --- | - | --- | - | -- | -- | --- | --- | - | --- | - |  |  |  | ----- | ---- |
| 1975 | Lotus    | 72E     | Rit | 15 | 10 | Rit | 4 | Rit | 9 | 15 | 10 | Rit | Rit | 5 | Rit | 5 |  |  |  | 7     | 13º  |

| 1976 | Scuderia    | Vettura |     |     |    |     |     |     |   |    |     |     |   |     |   |   |     |     |  | Punti | Pos. |
| ---- | ----------- | ------- | --- | --- | -- | --- | --- | --- | - | -- | --- | --- | - | --- | - | - | --- | --- |  | ----- | ---- |
| 1976 | Lotus March | 77 761  | Rit | Rit | 10 | Rit | Rit | Rit | 7 | 19 | Rit | Rit | 6 | Rit | 1 | 9 | Rit | Rit |  | 10    | 11º  |

| 1977 | Scuderia | Vettura |     |     |     |     |   |     |   |     |    |     |   |   |     |   |    |     |     | Punti | Pos. |
| ---- | -------- | ------- | --- | --- | --- | --- | - | --- | - | --- | -- | --- | - | - | --- | - | -- | --- | --- | ----- | ---- |
| 1977 | Tyrrell  | P34     | Rit | Rit | Rit | Rit | 8 | Rit | 3 | Rit | 12 | Rit | 9 | 5 | Rit | 6 | 16 | Rit | Rit | 7     | 14º  |

| 1978 | Scuderia | Vettura |   |     |   |   |     |   |   |   |   |     |     |   |   |     |  |  |  | Punti | Pos. |
| ---- | -------- | ------- | - | --- | - | - | --- | - | - | - | - | --- | --- | - | - | --- |  |  |  | ----- | ---- |
| 1978 | Lotus    | 78 e 79 | 5 | Rit | 1 | 4 | Rit | 2 | 2 | 3 | 2 | Rit | Rit | 1 | 2 | Rit |  |  |  | 51    | 2º   |

| Legenda | 1º posto     | 2º posto | 3º posto    | A punti         | Senza punti/Non class.  | Grassetto – Pole position Corsivo – Giro più veloce |
| Legenda | Squalificato | Ritirato | Non partito | Non qualificato | Solo prove/Terzo pilota | Grassetto – Pole position Corsivo – Giro più veloce |

## Curiosità
- Il conduttore televisivo Red Ronnie ha scelto il suo nome d'arte in considerazione del fatto che è rosso di capelli ed era un grande fan del pilota svedese[9].
- Il 20 luglio 2014 Niki Lauda, al termine del Gran Premio di Germania, lo ha definito il migliore tra i piloti pur non avendo mai vinto il Mondiale[10].